# Misr El Maqasa
Maillots
Le Misr Lel Maqasa Sporting Club (en arabe : نادي مصر للمقاصة الرياضي), plus couramment abrégé en El Maqasa, est un club égyptien de football fondé en 1937 et basé dans la ville de Médinet el-Fayoum.
Il évolue actuellement dans le championnat égyptien.

## Histoire

### Nom
Misr Lel Makasa est fondé sous le nom de Hweidi Club. Mais après peu de temps, le club se fera ensuite appelé Al Fara'na (Les Pharaons). 
Il use désormais de son nom actuel, depuis qu'il est sponsorisé par MCSD (Misr For Clearing, Settlement & Central Depository).

## Palmarès
- Néant

## Personnalités

### Entraîneurs[2]
- Emmanuel Amunike
- Ihab Galal[3]